# Dysaphis flava
Dysaphis flava är en insektsart som beskrevs av Shaposhnikov 1956. Dysaphis flava ingår i släktet Dysaphis och familjen långrörsbladlöss. Inga underarter finns listade i Catalogue of Life.